# 186 (număr)
186 (o sută optzeci și șase ) este numărul natural care urmează după 185 și precede pe 187 într-un șir crescător de numere naturale.

## În matematică
186
- Este un număr par.
- Este un număr compus.[1]
- Este un număr abundent,[2][3] deoarece 198 > 186.
- Este un număr Erdős-Woods[4][5]
- Nu există un număr întreg cu exact 186 coprime mai mic decât acesta.
- Este un număr nontotient.[6][7]
- Este un număr noncototient deoarece niciodată nu este diferența dintre un număr întreg și totalul coprimelor de sub acesta.[8]
- Este un număr odios.[9][10]
- Este un număr sfenic,[11] valoarea funcției Möbius pentru 186 fiind –1, iar a funcției Mertens –4.
- Este un număr semiperfect (pseudoperfect).[12][13]
- Este un număr liber de pătrate.
- Este un 14-gonal[14][15] și unul 63-gonal.[14][16]

## În știință

### În astronomie
- Obiectul NGC 186 din New General Catalogue este o galaxie lenticulară cu o magnitudine 14,8 în constelația Peștii.
- 186 Celuta este un asteroid mare din centura principală.
- 186P/Garradd (Garradd 1) este o cometă periodică din sistemul nostru solar.
- POX 186 este o galaxie mică în curs de formare.

## În alte domenii
186 se poate referi la:
- Abernethy No. 186, Saskatchewan, o municipalitate rurală din Canada.